# Enriqueta Favez
Enriqueta Favez (Lausanne, ca. 1791 – New Orleans, 1856), ook bekend als Henrietta Favez en Henrietta Faber, was een Zwitserse arts die tijdens de napoleontische oorlogen en op Cuba actief was. Enriqueta was geboren als vrouw en leefde als man.

## Biografie
Enriqueta Favez werd omstreeks 1791 in Lausanne geboren in een familie die uit de lokale middenklasse kwam en zijn geboortenaam was Henriette. Hij raakte al op jonge leeftijd zijn beide ouders kwijt en een oom, die diende in Napoleons leger, nam Favez mee. Op vijftienjarige leeftijd werd ze door de kolonel van het regiment uitgehuwelijkt aan een soldaat, maar deze overleed al binnen drie jaar.
Hierop verhuisde Favez naar Parijs en nam daar een mannelijke identiteit aan. Daar ging hij geneeskunde studeren en werd arts. Hij diende vervolgens als legerarts in de Franse legers in Spanje en werd daar gevangen genomen. Favez kwam in 1818 uiteindelijk op Cuba terecht en werd daar ook actief als arts. In 1819 leerde hij Juana de León kennen, een arme mulattenvrouw met wie hij trouwde.
Drie jaar later werd Favez opgepakt en belandde hij in de gevangenis en werd hij beschuldigd van "afschuwelijk en goddeloos gedrag" van het kleden als man, van het uitoefenen van een beroep dat voor vrouwen verboden is, en van "de verfoeilijke, schandalige en ongehoorde misdaad van het trouwen met een persoon van hetzelfde geslacht." Favez werd veroordeeld tot een gevangenisstraf en werd later verbannen uit de Spaanse territoria.